# Regimento de Artilharia Antiaérea N.º 1

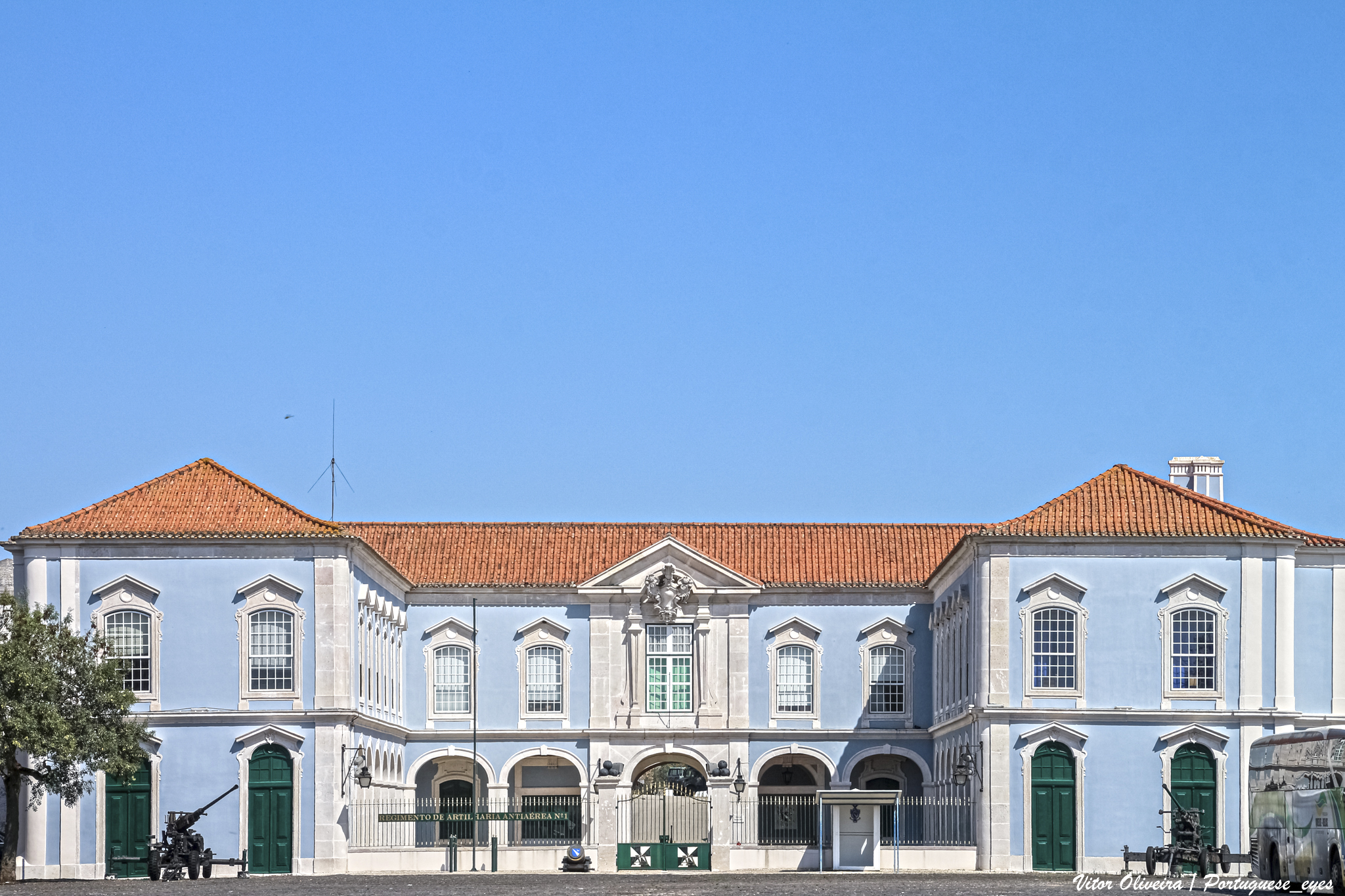

O Regimento de Artilharia Antiaérea N.º 1 (RAAA1) é a unidade da Estrutura Base do Exército com a missão de organizar, treinar e manter as unidades operacionais de artilharia antiaérea do Exército Português.
O RAAA1 está baseado no quartel anexo ao Palácio de Queluz que albergou o antigo Grupo de Baterias de Artilharia a Cavalo entre 1895 e 1927.
Como unidade operacional o RAAA1 mantém o Grupo de Artilharia Antiaérea (GAAA) que, por sua vez engloba as baterias de artilharia antiaérea das grandes unidades do Exército. O RAAA1 exerce também a função de escola prática na especialidade de artilharia antiaérea.

## História
O RAA1 tem origem no Comando de Defesa Antiaérea de Lisboa (CDAAL) criado em 1943, por ocasião da 2ª Guerra Mundial, com a missão de assegurar a defesa antiaérea da capital portuguesa. O CDAAL dispunha de baterias pesadas e ligeiras de artilharia antiaérea estacionadas em diversos pontos estratégicos de Lisboa e dos seus arredores. O seu 1º Grupo de Baterias de Artilharia Pesada, instalou a sua sede no quartel de Queluz.
Com o fim da Segunda Guerra Mundial e o fim do ameaça aérea imediata a Lisboa, as baterias antiáreas que tinham permanecido em posições de combate são recolhidas a quartel. Em 1946, o CDAAL é transformado no Regimento de Artilharia Anti-Aérea Fixo (RAAF), com sede em Queluz.
A 01 de janeiro de 1948 a decisão é efetivada e em 15 de setembro do mesmo ano realiza-se a transferência do Comando do Regimento da Penha de França para Queluz.
Em 31 de julho de 1959 é criado o Centro de Instrução de Artilharia Antiaérea e de Costa (CIAAC), passando este a assumir a totalidade da responsabilidade da Artilharia Antiaérea do Exército Português, incluindo a formação de todos os cursos, estágios e tirocínios de Artilharia Antiaérea e de Costa. A partir de 1977, o último “C" da sigla “CIAAC" passou a designar “Cascais" em vez de “Costa", uma vez que a sua vertente de instrução dos conteúdos de Costa foi transferida, por inteiro, para o Regimento de Artilharia de Costa
Em 1974, o RAAF é desativado, passando a totalidade da responsabilidade da artilharia antiaérea do Exército Português para o Centro de Instrução de Artilharia Anti-Aérea de Cascais (CIAAC).
 Após 01 de janeiro de 1986, o aquartelamento, em Queluz, voltou a ser ocupado pela Artilharia Antiaérea, tendo sido constituído um Destacamento, na dependência do CIAAC, até que fosse possível concretizar o levantamento do RAAA1. 
O RAAA1 colmatou uma necessidade esplanada no plano de Forças da Componente Terrestre, decorrente da necessidade de reconversão e modernização do Exército, relativamente à existência de uma Unidade territorial de Artilharia Antiaérea com capacidade para aprontar e manter Forças de Artilharia Antiaérea, contribuindo assim, na proteção Antiaérea de Unidades terrestres e para a defesa integrada do Espaço Aéreo de Interesse Nacional.
  Em 1988, o regimento de artilharia antiaérea é reativado, a partir do Destacamento de Comando Avançado e Bataria de Comando do Grupo de Artilharia Antiaérea do CIAAC que se encontrava baseado em Queluz. O regimento adopta a designação de "Regimento de Artilharia Antiaérea N.º 1".
Em 1993, o CIAAC deixa de ser unidade independente e passa a ser uma subunidade do RAAA1 com a designação de "CIAA/RAAA1".Este Centro viria a ser extinto em 25 de maio de 2004.

## Ultramar
Durante a Guerra do Ultramar, o Centro de Instrução de Artilharia Antiaérea e de Costa(CIAAC) participou nas campanhas militares de Angola, Guiné e Moçambique.
Mobilizou para Angola três Companhias de Artilharia, quatro Destacamentos de Manutenção de Material Electrónico, quatro Batarias de Artilharia Anti-Aérea, vinte e oito Pelotões de Artilharia Anti-Aérea, duas Secções de Radares, cinco Secções de Projectores e quatro Comandos de Agrupamento.
Para a Guiné, sete Batarias de Artilharia Anti-Aérea, dez Pelotões de Artilharia Anti-Aérea e um Comando de Agrupamento.
Por fim para Moçambique, onze pelotões de Artilharia Anti-Aérea.

## Equipamento
As subunidades de instrução e as unidades operacionais integradas no RAAA1 concentram os principais equipamentos de defesa antiaérea do Exército Português, nomeadamente:
- Sistema Lançador Portátil de Míssil AA Stinger;
- Sistema Lançador Autopropulsado de Missil AA M48 Chaparral m/90;
- Sistema canhão AA Bitubo 20mm m/81;
- Radar de defesa aérea AN/MPQ 49-B FAAR.
- Radar de defesa aérea Portable Search and Target Acquisition RADAR (PSTAR).
- Alvo aéreo MQM-170A “OUTLAW” Remotely Piloted Vehicle Target

## Ligações Externas
https://www.exercito.pt/pt/quem-s
omos/organizacao/ceme/cft/brigint/raaa1
https://heportugal.wordpress.com/2017/01/03/regimentodeartilhariaantiaereano1/
https://cultura.cascais.pt/sites/default/files/anexos/gerais/new/as_unidades_militares_de_cascais_net.pdf